# Azyx consocia
Azyx consocia là một loài bướm đêm trong họ Geometridae.